# Feyyaz Şerifoğlu
Feyyaz Şerifoğlu (* 7. August 1991 in Rize) ist ein türkischer Filmschauspieler
und Sänger.

## Leben
Şerifoğlu wurde am 7. August 1991 in Rize geboren. Er studierte an der Tekirdağ Namık Kemal Üniversitesi. Er sang das Lied „İnci Tanem“ bei O Ses Türkiye. 2019 veröffentlichte er die Single „Gidene“. Von 2020 bis 2021 bekam er in der Fernsehserie Kırmızı Oda eine Nebenrolle. Seit 2022 spielt Şerifoğlu in der Serie Camdaki Kız die Hauptrolle.

## Filmografie
Serien
- 2020–2021: Kırmızı Oda
- 2021–2023: Camdaki Kız
- 2025: Reminder

## Diskografie

### Singles
- 2019: Gidene